# Устругов, Михаил Тимофеевич
Михаил Тимофеевич Устругов (1831—1888) — генерал-лейтенант, участник русско-турецкой войны 1877—1878 годов.

## Биография
Родился 16 апреля 1831 года, сын генерал-майора Тимофея Васильевича Устругова.
Образование получил в 1-м кадетском корпусе, из которого выпущен 13 июня 1848 года в армейскую пехоту.
Затем служил в лейб-гвардии Семёновском полку. 30 августа 1863 года произведён в полковники. С начала 1870-х годов командовал 43-м пехотным Охотским полком и был начальником Луцкого военного госпиталя.
15 октября 1876 года Устругов был произведён в генерал-майоры и назначен командиром 1-й бригады 11-й пехотной дивизии.
Принимал участие в русско-турецкой войне 1877—1878 годов на Балканах, был награждён золотой саблей с надписью «За храбрость». С конца 1877 года состоял по армейской пехоте и в распоряжении начальника путей сообщения Действующей армии.
В конце 1882 года назначен командиром 1-й бригады 16-й пехотной дивизии.
Скончался 11 апреля 1888 года в Харькове будучи в чине генерал-лейтенанта в отставке.

## Награды
Среди прочих наград Устругов имел ордена:
- Орден Святого Станислава 2-й степени (1863 год)
- Орден Святой Анны 2-й степени (1864 год)
- Орден Святого Владимира 4-й степени (1871 год)
- Орден Святого Владимира 3-й степени (1874 год)
- Орден Святого Станислава 1-й степени (1878 год)
- Золотая сабля с надписью «За храбрость» (30 ноября 1878 года)
- Орден Святой Анны 1-й степени (1881 год)
- Орден Святого Владимира 2-й степени (1886 год)